# Vélez de Benaudalla (kommun)
Vélez de Benaudalla är en kommun i Spanien.   Den ligger i provinsen Provincia de Granada och regionen Andalusien, i den södra delen av landet, 400 km söder om huvudstaden Madrid. Antalet invånare är 2 943.